# Pinball Wizard
Pinball Wizard pjesma je koju je napisao Pete Townshend a izdao sastav The Who 1969. Ova pjesma je bila uspješnica kako na rock operi sastava, tako i na samom albumu. Pjesma govori o glavnom junaku rock opereTommy-u koji pobjeđuje u natjecanju igranja flipera i pjesma je napisana iz kuta igrača flipera. U rock operi Tommy je gluhonijemi slijepac koji se natječe.
Započinje uvodnim akustičnim rifom u "Pinball Wizardu" a također se može čuti i u pjesmi "I'm Free" iz iste rock opere. Elton John je 1976. imao uspješnicu praveći obradu ove pjesme na pianu.

## Najbolja mjesta na ljestvicama
- Billboard Hot 100, SAD: #19
- UK Singles Chart, Ujedinjeno Kraljevstvo: #4[1]
- Njemačka: #25[2]
- Nizozemska: #12[3]